# Pilar Blasco
Pilar Blasco   (Barcelona, 10 de desembre de 1921 - 10 de setembre de 1992) va ser una dibuixant de còmics catalana, cèlebre pels seus còmics femení en revistes per a nenes dels anys 40 i 50.

## Biografia
Va pertànyer a la saga de dibuixants dels germans Blasco al costat de Jesús, Alejandro i Adriano Blasco. Va iniciar la seva carrera el 1942 a Mis Chicas, on realitzava dibuixos de la nina Mariló, mascota del setmanari, i il·lustrava els contes de fades de Josep Maria Canellas Casals, com El Castillo de Oro. Tres anys després, es publicava l'àlbum de tapa dura titulat La princesa de las manos de oro.
Ocasionalment també va treballar per a altres revistes de l'editora Consuelo Gil, com a Chicos, però sobretot a Florita, on va crear el 1949 La aventuras de Lalita. En ella reflectiria, segons certa crítica, «l'ambient casolà i hipòcrita del còmic femení de l'Espanya de sempre».
A finals dels anys 50 va interrompre la seva producció professional, encara que va realitzar col·laboracions esporàdiques en publicacions com Aquí Marilín (1963).
El 2015 en el 33è Saló Internacional del Còmic de Barcelona es va recuperar el llegat de les dissenyadores de còmic femení espanyol, entre elles el treball de Pilar Blasco per iniciativa de l'Associació d'Autores de Còmic.
Firmava les seves obres amb alguns dels següents pseudònims; Pili Blasco, Pili. B, P. Blasco o be Pilar Blasco.